# Roll It Gal (preluare de J-Status)
Versiunea formației americane J-Status după șlagărul lui Alison Hinds, Roll It Gal a fost lansată la începutul anului 2007. Fiind o colaborare cu interpretele barbadiene Rihanna și Shontelle, cântecul a obținut poziții medii în clasamentele de specialitate din unele regiuni ale Europei.